# Дрімлюга парагвайський
Дрімлюга парагвайський (Antrostomus sericocaudatus) — вид дрімлюгоподібних птахів родини дрімлюгових (Caprimulgidae). Мешкає в Південній Америці.

## Опис

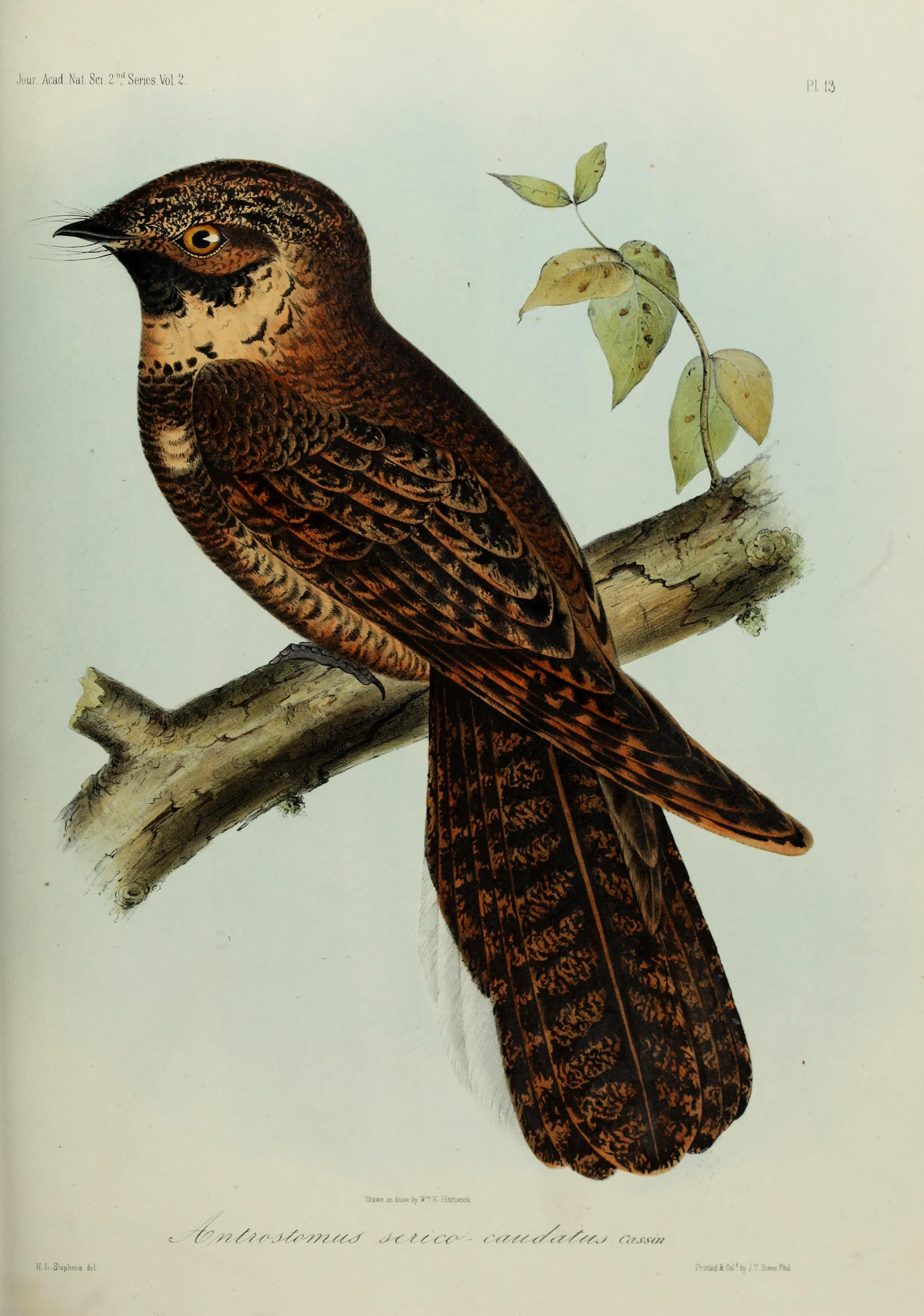
Парагвайський дрімлюга

Довжина птаха становить 24-30 см, вага 53-83 г. Тім'я і потилиця сильно поцятковані чорними смужками, обличчя чорнувате, на боках чорувато-руді плями. На задній частині шиї рудувато-коричневий "комір". спина, надхвістя і верхні покривні пера хвоста чорнувато-коричневі, поцятковані охристими і коричневими плямами. Груди чорнувато-коричневі, поцятковані короткими коричневими смужками, живіт чорнувато-коричневий, поцяткований охристими плямами.

## Підвиди
Виділяють два підвиди:
- A. s. mengeli (Dickerman, 1975) — захід Амазонії в Перу і Болівії, локально в Бразильській Амазонії;
- A. s. sericocaudatus Cassin, 1849 — південний схід Бразилії (від Мінас-Жерайсу і Еспіріту-Санту до Парани і Санта-Катарини), схід Парагваю і північний схід Аргентини (Місьйонес).

## Поширення і екологія
Парагвайські дрімлюги мешкають в Перу, Болівії, Бразилії, Парагваї і Аргентині. Вони живуть у вологих рівнинних тропічних лісах Амазонії та у вологих атлантичних лісах. Зустрічаються на висоті від 82 до 913 м над рівнем моря в Амазонії та на висоті від 227 до 1200 м над рівнем моря в регіоні Атлантичного лісу. Живляться комахами, яких ловлять в польоті. Сезон розмноження триває з серпня по грудень.